# Brice Daubord
Brice Daubord (Orleans, 25 de julio de 1985) es un deportista francés que compitió en triatlón y duatlón.
Ganó dos medallas en el Campeonato Mundial de Triatlón Campo a Través en los años 2013 y 2018, y tres medallas en el Campeonato Europeo de Triatlón Campo a Través entre los años 2012 y 2018. Además, obtuvo una medalla en el Campeonato Europeo de Duatlón Campo a Través de 2017.

## Palmarés internacional
| Campeonato Mundial | Campeonato Mundial     | Campeonato Mundial | Campeonato Mundial |
| Año                | Lugar                  | Medalla            | Prueba             |
| ------------------ | ---------------------- | ------------------ | ------------------ |
| 2013               | La Haya (Países Bajos) | Medalla de bronce  | Individual         |
| 2018               | Fionia (Dinamarca)     | Medalla de bronce  | Individual         |
| Campeonato Europeo |                        |                    |                    |
| Año                | Lugar                  | Medalla            | Prueba             |
| 2012               | La Haya (Países Bajos) | Medalla de bronce  | Individual         |
| 2016               | Valle de Joux (Suiza)  | Medalla de bronce  | Individual         |
| 2018               | Ibiza (España)         | Medalla de plata   | Individual         |

| Campeonato Europeo | Campeonato Europeo    | Campeonato Europeo | Campeonato Europeo |
| Año                | Lugar                 | Medalla            | Prueba             |
| ------------------ | --------------------- | ------------------ | ------------------ |
| 2017               | Târgu Mureș (Rumania) | Medalla de oro     | Individual         |